# Jörg-Roger Hische
Jörg-Roger Hische (* 1958 in Hameln; † 17. Juli 2015 in Springe) war ein deutscher Kommunalpolitiker und hauptamtlicher Bürgermeister der Stadt Springe.
Im Jahr 1977 legte Hische sein Abitur an der Tellkampfschule in Hannover ab. Anschließend trat er 1977 in den Dienst der Polizei Niedersachsen. Er arbeitete zunächst in der Laufbahn des mittleren Dienstes, später im gehobenen Dienst. Sein Studium schloss er als Diplom-Verwaltungswirt ab. Zudem absolvierte er von 1990 bis 1992 ein Studium der Rechtswissenschaften in Hannover ohne Abschluss. Am 30. September 2002 schied er aus dem Dienst der Polizei Niedersachsen aus; zu diesem Zeitpunkt war er Polizeihauptkommissar und stellvertretender Leiter des Polizeikommissariats Barsinghausen. Anschließend trat er im Oktober 2002 sein Amt als Bürgermeister an. Im Jahr 2011 setzte er sich in einer Direktwahl für eine zweite Amtszeit durch. Er starb im Amt im Juli 2015.